# Kreacikivka, Pîreatîn
Kreacikivka (în ucraineană Крячківка) este un sat în comuna Berezova Rudka din raionul Pîreatîn, regiunea Poltava, Ucraina.

## Demografie
Componența lingvistică a localității Kreacikivka
     Ucraineană (98,3%)
     Rusă (1,06%)
     Alte limbi (0,43%)
Conform recensământului din 2001, majoritatea populației localității Kreacikivka era vorbitoare de ucraineană (98,3%), existând în minoritate și vorbitori de rusă (1,06%).